# Nejat Konuk
Osman Nejat Konuk (ur. w 1928 w Nikozji, zm. 31 grudnia 2014 w Stambule) – polityk Cypru Północnego. Pierwszy premier tego kraju od 5 lipca 1976 do 21 kwietnia 1978 oraz od 13 grudnia 1983 do 19 lipca 1985.